# Nikolai Pawlowitsch Jablokow
Nikolai Pawlowitsch Jablokow (russisch Николай Павлович Яблоков, wiss. Transliteration Nikolaj Pavlovič Jablokov; * 20. Dezember 1925 in Furmanow; † 2. März 2021) war ein sowjetischer bzw. russischer Rechtsanwalt und Wissenschaftler. Er war Professor in der Abteilung für Kriminalistik an der Juristischen Fakultät der Lomonossow-Universität Moskau. Er gilt als Begründer der russischen Forensik.

## Leben
Jablokow studierte während des Zweiten Weltkriegs in der Luftfahrtindustrie. Nachdem er die Luftfahrttechnikschule 1946 abgeschlossen hatte, wechselte er an die rechtswissenschaftliche Fakultät der Lomonossow-Universität Moskau. Nach seinem dortigen Abschluss arbeitete er von 1950 bis 1953 als leitender Sachverständiger im Kriminallabor des Justizministeriums der Sowjetunion. Von 1953 bis 1956 leitete er die Kriminalistik-Abteilung im Justizministeriums der Russischen Sozialistischen Föderativen Sowjetrepublik. Bereits 1955 promovierte Jablokow mit der Dissertation „Technische Expertise von Dokumenten in der Forensik“ unter der Leitung von Professor Abram Winberg. 1956 begann Jablokow mit der pädagogischen Arbeit als Professor an der Lomonossow-Universität. 1972 verteidigte Jablokow seine Arbeit „Probleme der Untersuchung und Verhütung von Straftaten im Bereich der Arbeitssicherheit und Gesundheitsschutz.“ und erhielt dafür den Grad des Doktor nauk (Doktor der Wissenschaften). Von 1985 bis 2012 war er Leiter der Abteilung für Kriminalistik an der juristischen Fakultät.
Ab 1958 gehörte Jablokow bereits einer Autorengruppe für die Erstellung von Lehrbüchern in Forensik an und war ab 1990 auch als Herausgeber aktiv. Er selbst veröffentlichte vier eigene Lehrbücher, welche durch das Ministerium für Bildung und Wissenschaft der Russischen Föderation offiziell anerkannt wurden. 
1986 bekam er als Auszeichnung den Titel „Verdienter Anwalt der Russischen Föderation“ sowie „Ehrenarbeiter der Staatsanwaltschaft der Russischen Föderation“ verliehen.
Jablokow betreute in seiner Professorenzeit 34 Studenten auf dem Weg zur Promotion. Zudem war er viele Jahre Mitglied des wissenschaftlichen Beirats der Generalstaatsanwaltschaft der Russischen Föderation und Mitglied mehrerer spezialisierter akademischer Räte. Auch noch nach seiner Emeritierung war er Mitglied des Wissenschaftlichen Beirats des Untersuchungsausschusses der Russischen Föderation, Mitglied des Akademischen Rates der Juristischen Fakultät der Lomonossow-Universität, Mitglied des Redaktionsausschusses der Zeitschriften „Westnik MGU“, „Westnik Criminology“ und „Criminalistics“.

## Werke
- Untersuchung von Unfällen im Zusammenhang mit der Produktion, Moskau 1965 (Mitautor)
- Ermittlung und Verhütung von Verstößen gegen Arbeitsschutz- und Sicherheitsvorschriften, Moskau 1971 (Mitautor)
- Untersuchung der Umstände strafrechtlicher Verstöße gegen Arbeitsschutzvorschriften, Moskau 1980
- Das Thema, System und theoretische Grundlagen der Kriminologie, Moskau 1984 (Co-Autor)
- Forensic investigative Methods, Moskau 1985
- Forensische Merkmale von Straßenverkehrsverbrechen und deren Verhütung, Jerewan 1990
- Grundlagen der Bekämpfung der organisierten Kriminalität, Moskau 1996 (Hrsg.)

## Auszeichnungen
- „Verdienter Professor der Moskauer Universität“ (1998)
- „Verdienter Wissenschaftler der Russischen Föderation“ (2002)